# Кочнєв Олександр Анатолійович
Олександр Анатолійович Кочнєв (рос. Александр Анатольевич Кочнев; нар. 21 серпня 1987) — російський футболіст, півзахисник.

## Життєпис
Дорослу футбольну кар'єру розпочав у «Чкаловці», у футболці якого дебютував 2 вересня 2005 року в програному (0:1) домашньому поєдинку 25-го туру зони «Схід» Другого дивізіону проти красноярського «Металурга». Олександр вийшов на поле на 68-й хвилині, замінивши Валентина Шутова. У першій команді грав рідко, тому для підтримання форми також виходив на поле в складі аматорського фарм-клубу новосибірців, у «Чкаловці-2». Дебютним голом у дорослому футболі відзначився 30 липня 2006 року на 90-й хвилині переможного (3:2) домашнього поєдинку 20-го туру зони «Схід» Другого дивізіону проти амурської «Зміни». Кочнєв вийшов на поле в стартовому складі та відіграв увесь матч, а на 90-й хвилині отримав жовту картку. У команді провів два сезони, за цей час у Другому дивізіоні зіграв 34 матчі (1 гол). У 2007 році перейшов до «Металург-Кузбасу», у футболці якого дебютував 14 квітня 2007 року в програному (1:3) виїзному поєдинку 5-го туру Першого дивізіону проти брянського «Динамо». Олександр вийшов на поле на 17-й хвилині, замінивши Володимира Авсюка, на 40-й хвилині отримав жовту картку, а на 46-й хвилині його замінив Кирило Макаров. Після цього за новокузнецький клуб не виступав, до кінця сезону виступав у «Шахтарі» (Прокоп'євськ) з Другого дивізіону. А 2008 рік провів у складі аматорського колективу «Лідер» (Новосибірськ).
У 2009 році повернувся до «Металург-Кузбасу», де провів два сезони. Основним гравцем команди не був, тому протягом цього часу також грав і за другу команду, яка виступала на аматорському рівні. Напередодні старту сезону 2011/12 років підсилив «Якутію». У футболці якутського клубу дебютував 23 квітня 2011 року в нічийному (1:1) домашньому поєдинку 1-го туру зони «Схід» Другого дивізіону проти іркутського «Радіан-Байкалу». Кочнєв вийшов на поле в стартовому складі, а на 79-й хвилині його замінив Микола Шабонін. У сезоні 2011/12 років зіграв 12 матчів у Другому дивізіоні та 1 поєдинок у кубку Росії. Наступний сезон розпочав у «Читі», до кінця календарного року провів 19 матчів у Другому дивізіоні, також виступав за молодіжну команду клубу в аматорських змаганнях. Під час зимової перерви в чемпіонаті вирішив завершити футбольну кар'єру.